# DDD (蒼井翔太の曲)
「DDD」（トリプルディー）は、蒼井翔太の楽曲。7作目のシングルとして、2016年10月19日にKING AMUSEMENT CREATIVEから発売された。

## 概要
前作「イノセント」から約3か月ぶりに発売された2016年第3弾シングル。発売形態は通常盤（CD）と初回限定盤（CD+DVD）の2種類で、初回限定盤にはミュージック・ビデオとメイキングを収録したDVDが付属する。
「DDD」はテレビアニメ『フューチャーカード バディファイトDDD』オープニング主題歌、「Endless Song」は舞台『スマイルマーメイド』テーマソング。蒼井が作詞・作曲を手掛けた「north star」は2016年3月13日に日本武道館で開催されたライブ『蒼井翔太 LIVE 2016 WONDER lab. 〜僕たちのsign〜』を経て、制作された楽曲。

## 収録曲
| #  | タイトル         | 作詞     | 作曲       | 編曲                 |
| -- | ---------------- | -------- | ---------- | -------------------- |
| 1. | 「DDD」          | 内田直孝 | 澁谷文仁   | 河合英嗣             |
| 2. | 「north star」   | 蒼井翔太 | 蒼井翔太   | 河合英嗣             |
| 3. | 「Endless Song」 | Mahiro   | 東大路憲太 | 大隅知宇、東大路憲太 |

| #  | タイトル                             | 作詞 | 作曲・編曲 |
| -- | ------------------------------------ | ---- | ---------- |
| 1. | 「DDD」(MUSIC VIDEO＋メイキング収録) |      |            |